# Culex sunyaniensis
Culex sunyaniensis är en tvåvingeart som beskrevs av Edwards 1941. Culex sunyaniensis ingår i släktet Culex och familjen stickmyggor. Inga underarter finns listade i Catalogue of Life.